# Metternich (Weilerswist)
Metternich is een plaats in de Duitse gemeente Weilerswist, deelstaat Noordrijn-Westfalen, en telt 2110 inwoners (2006).